# 蘭契縣
蘭契縣是印度賈坎德邦的一個縣，面積7,574平方公里，每年平均降雨量1,530毫米，2011年人口2,912,022，人口密度每平方公里384人。

## 外部連結
- 政府官方網站（页面存档备份，存于）
- （页面存档备份，存于） List of places in Ranchi

23°00′N 85°00′E / 23.000°N 85.000°E
1. ↑  . Registrar General, India, Ministry of Home Affairs.   [2011-05-05]. （原始内容存档于2011-09-12）.